# Johannes Bernardus van Loenen
Johannes Bernardus van Loenen, né le 18 mars 1739 à Groningue et mort le 21 avril 1810 à Joure, est un homme politique néerlandais.

## Biographie
Ce pasteur frison est élu, sous la République batave, représentant à l'assemblée provisoire de Frise (1795), aux États généraux (1795-1796) puis à l'assemblée nationale batave (1796).